# Vida Miknevičiūtė
Vida Miknevičiūtė, née le 13 juillet 1979 en Lituanie, est une chanteuse d'opéra, soprano lyrique et dramatique, au répertoire varié qui se produit sur toutes les grandes scènes internationales.

## Biographie

### Formation et débuts
Vida Miknevičiūtė a commencé sa formation musicale dans un lycée spécialisé puis poursuivi et terminé ses études de chant à l'Académie lituanienne de musique et de théâtre et obtient sa maitrise. Grâce à l'obtention d'une bourse Erasmus, elle entre à l'école supérieure de musique et de théâtre Felix Mendelssohn Bartholdy de Leipzig en 2003. Elle est ensuite membre de la troupe des solistes, l'Opéra studio de l'Opéra de Zurich entre 2005 et 2007  puis entre 2008 et 2010, de l'International Opera Studio de l'Opéra de Hambourg, ce qui la conduit à chanter de nombreux rôles, tels que Hebe et Phani dans Les Indes galantes, Pamina et  Papagena dans La Flûte enchantée, Zerlina dans Don Giovanni, Micaëla dans Carmen, Sandmännchen et Gretel dans Hansel und Gretel, Adina dans L'elisir d'amore de Donizetti et même quelques rôles dans Wagner tels que celui de Helmwige, l'une des Walkyries, ou de Wellgunde puis de Freia dans l'Or du Rhin en 2012 dans la mise en scène de Claus Guth sous la direction de Simone Young, rôle à propos duquel un critique souligne « Die erste Überraschung des Abends war Vida Mikneviciute als Freia, mit ihren klaren tragfähigen Sopran setzte sie sich mühelos gegen das Orchester durch. » (la première surprise de la soirée a été Vida Mikneviciute en Freia qui, avec sa voix de soprano claire et puissante, a facilement triomphé de l'orchestre). Elle chante également dans ce Rheingold avec Simone Young à Brisbane puis au Théâtre d'État de Cassel (de).
Elle a l'occasion de travailler avec de grands chefs d'orchestre tels que Simone Young, Adam Fischer, Valery Gergiev, Alexander Joel, Peter Schneider et Hermann Bäumer et participe à des concerts au Tonhalle de Zurich, à la Laeiszhalle de Hambourg, au Festival finlandais Valery Gergiev à Mikkeli et dans son pays natal, la Lituanie, interprétant notamment la partie de soprano du Requiem de Mozart et de sa Messe du Couronnement, du Requiem allemand de Brahms, de la 4e Symphonie de Mahler et des Carmina Burana d'Orff.
Elle est alors lauréate du 1er prix et du 1er prix du public au concours de chant Robert Stolz Vienna Operetta à Hambourg, lauréate du 3e prix au concours de chant « Operette meine Liebe » à Kaunas, en Lituanie, et boursière da la Barenberg-Bank de développement artistique de Hambourg et du Concorso Riccardo Zandonai à Riva del Garda et étudiante diplômée lors de concours de chant en Lituanie et en Russie.

### Mainz et les débuts d'une carrière internationale
À partir de 2011, Vida Miknevičiūtė est membre de l'ensemble du Théâtre d'État de Mayence, ce qui lui permet, en tant que soliste principale, d'aborder un large répertoire allant du baroque aux opéras de la fin du XXe siècle. Elle est de plus en plus souvent remarquée par le public et la  presse dans des rôles importants de l'opéra tels Violetta dans La traviata, Mimi dans La Bohème, Fiordiligi dans Così fan tutte ou Tatiana dans Eugène Onéguine. Sa polyvalence est soulignée puisqu'elle peu aborder des rôles aussi différents sur le plan vocal que celui d'Elettra dans Idomeneo ou Eva dans Die Meistersinger von Nürnberg, Lydia Ivanovna dans Fatinitza, Natalie, Princesse d'Orange dans The Prince of Homburg ou encore Margherita dans Mefistofele et dans Faust. Vida Mikneviciute a également interprété Blanche de la Force de Dialogue des Carmélites en 2016 ainsi que Maria Boccanegra de Simon Boccahegra. En 2018 et 2019, lors des représentations de Der Ring an einem Abend (de) (le Ring en une soirée) elle interprète les deux rôles de Gutrune et de Sieglinde.
En parallèle, elle est de plus en plus souvent invitée sur de grandes scènes internationales. Ainsi en 2013, elle chante le rôle de Donna Elvira dans Don Giovanni au Festival d'Aix-en-Provence dans une mise en scène de Jean-Paul Scarpitta, avec l'Orchestre national Montpellier Languedoc-Roussillon sous la direction de Raphael Schlüsselberg. Elle chante également au Staatstheater de Kassel où elle fait ses débuts dans le rôle de l'Impératrice de Die Frau Ohne Schatten en 2014. Elle interprète le rôle de Donna Elvira de Don Giovanni à Versailles et à Montpellier, ainsi que Pamina de la Flûte Enchantée et Fiordiligi de Cosi Fan Tutte à Hambourg ou dans le rôle de Tatiana d'Eugène Onéguine à Vilnius. Elle se produit également à l'Opéra de Francfort en 2014-2015 dans le rôle de Csárdásfürstin et en 2016 au Hessisches Staatstheater de Wiesbaden, à nouveau dans le rôle de l'Impératrice de Die Frau ohne Schatten dans la production de Uwe Eric Laufenberg (de).

### Les grands rôles, les grandes scènes
À partir de la saison 2019-2020, Vida Miknevičiūtė a de nombreux engagements dans les grandes maisons d'opéra.
Dès janvier 2019, elle se produit en Chrysothemis dans Elektra, mis en scène par Patrice Chéreau, à l'Opéra d'État de Berlin, sous la direction de Daniel Barenboim et aux côtés de Riccarda Merbeth et Waltraud Meier, avec deux reprises dans la même production, la première en juin 2022 et la suivante en janvier 2025. C'est dans ce rôle qu'elle fait ses débuts au Festival de Salzbourg durant l'été 2021, aux côtés de  l'Elektra de Aušrinė Stundytė, dans une mise en scène de Warlikowski. En 2022 elle est amenée à remplacer Elza van den Heever pour l'une des représentations d'Elektra, celle du 13 mai, dans la mise en scène de Lydia Steier, à l'Opéra de Paris Bastille où elle fait ses débuts. En juillet 2024, elle chante à nouveau le rôle, dans l'Elektra mise en scène par Herbert  Wernicke à l'Opéra d'Etat de Bavière avec cette mention très positive concernant sa prestation : « Au contraire, l'intelligibilité est exemplaire chez Vida Miknevičiūtė qui chante Chrysothémis, et qui obtient à ce titre la plus grande ovation de la soirée – en plus des mots et des notes, elle construit un personnage très présent, et la vraie personnalité forte qu'elle lui donne rend ses échanges avec Elektra beaucoup plus prenants qu'à l'accoutumée ».
En février 2020, elle se produit dans le rôle-titre de Salomé au Victorian Opera de Melbourne en Australie, puis en octobre 2020, sa Salomé à l'Opéra d'Etat de Vienne, est très appréciée par la critique qui note : « Elle saisit tous les aspects du personnage par son chant et son jeu d'actrice : charmante, enfantine, ludique, mais aussi névrosée et meurtrière ». Elle reprend ce rôle avec succès à Helsinki, à l'Opéra national de Finlande en mars 2022 dans la mise en scène de Christof Loy, à la Scala de Milan en janvier 2023 dans la mise en scène de Damiano Michieletto,, puis à Munich, à l'Opéra d'Etat de Bavière, en mars 2023 dans la mise en scène de Warlikowski.
En décembre 2020, elle remplace au pied levé, Sonya Yoncheva, malade, dans le rôle d'Elsa pour la nouvelle production de Lohengrin par Calixto Bieito au Staatsoper de Berlin en apprenant le rôle en deux semaines. Du fait des restrictions imposées par les mesures liées au COVID, sous la direction de Matthias Pintscher, l'orchestre est en effectif réduit, similaire à celui de la création de l'œuvre à Weimar par Franz Liszt en 1850, et le public n'est pas invité pour cette unique représentation du 13 décembre. Néanmoins, Vida Miknevičiūtė est remarquée et sa prestation est saluée aux côtés du Lohengrin, débutant également, du ténor Roberto Alagna,,,. Une reprise de son rôle d'Elsa dans cette même mise en scène a lieu à Berlin en avril et mai 2022.
En mai 2023, elle interprète Senta dans Der fliegende Holländer, à nouveau à l'Opéra d'Etat de Berlin dans une mise en scène de Philipp Stölzl, un rôle qu'elle avait déjà abordé en 2018 au Latvian National Opera de Riga.
C'est en octobre 2022 qu'elle aborde pour la première fois le rôle de Sieglinde, aux côtés du Siegmund de Robert Watson, dans Die Walküre à l'Opéra d'Etat de Berlin sous la direction de Christian Thielemann, dans la nouvelle production de Dmitri Tcherniakov du Ring, rôle qu'elle reprend en avril 2023, au Teatro San Carlo de Naples aux côtés du Siegmund, de Jonas Kaufmann. Et c'est enfin à Bayreuth que vient la consécration pour son incarnation de Sieglinde dans la nouvelle production de Valentin Schwarz inaugurée en 2022. En Août 2024, elle fait ses débuts sur la Colline aux côtés du Siegmund de Michael Spyres et reçoit une pluie d'éloges, tels que :  « Face à lui, Vida Miknevičiute campe une Sieglinde touchante dont le chant puissant (aigus stratosphériques, projection) contredit l'apparente fragilité »,. Elle chante à nouveau le rôle dans l'acte 1, donné en version de concert pour le Nouvel An 2024, les 29-30 et 31 décembre 2023, à la Philharmonie de Berlin sous la direction de Kiril Petrenko, avec le Siegmund de Jonas Kaufmann, et repris au Festival de Baden Baden en mars 2024, avec le Siegmund de Klaus Florian Vogt.
Elle aborde également durant cette période, les rôles de la Comtesse dans Capriccio au Victorian Opera de Melbourne, celui de Lisa dans La dame de Pique à l'Opéra de Dresde, celui de Marie/Marietta dans Die Tote Stadt à l'Opéra d'Etat de Vienne et les rôles-titre de Giuditta à l'Opéra d'Etat de Bavière et de Jenufa à l'Opéra d'Etat de Berlin.

## Discographie et vidéographie
- Songs of Fate de Gidon Kremer - Vida Miknevičiūtė (soprano), Magdalena Ceple (cello), Andrei Pushkarev (vibraphone), Kremerata Baltica - Label ECM - sortie en janvier 2024 - Opus Klassik 2024, chamber music, recording of the Year.
- Das Rheingold - Michael Volle (Wotan), Rolando Villazón (Loge), Johannes Martin Kränzle (Alberich), Claudia Mahnke (Fricka), Vida Miknevičiūtė (Freia), Mika Kares (Fasolt), Peter Rose (Fafner) - Staatskapelle Berlin, Christian Thielemann, Dmitri Tcherniakov - DVD C Major - 26 avril 2024.
- Die Walküre -  Anja Kampe (Brünnhilde), Michael Volle (Wotan), Robert Watson (Siegmund), Vida Miknevičiūtė (Sieglinde), Claudia Mahnke (Fricka), Mika Kares (Hunding) - Staatskapelle Berlin, Christian Thielemann, Dmitri Tcherniakov - DVD C Major - 24 Mai 2024.